# 耶律天祐
耶律 天祐（やりつ てんゆう、生没年不詳）は、モンゴル帝国に仕えた契丹人の一人。

## 概要
天祐の祖先は遼朝に仕えて都統になった貴顕の家であり、天祐の父の耶律忒末はモンゴルに降りその有力武将として華北での征服戦争に活躍した。1222年（壬午）に忒末が隠居すると天祐が跡を継ぎ、史天倪とともに滄州・棣州諸城を攻略して滄棣二州ダルガチの地位を得た。この頃、金朝がいまだ降伏していないことが問題となっており、天祐は一計を案じている。
1224年（甲申）には大名を攻略し、1225年（乙酉）には一度モンゴルに降りながら再び叛した武仙を史天沢とともに討伐した。武仙は忒末の隠居していた真定で叛乱を起こしたが、忒末父子は夜半に真定を逃れ出てモンゴル軍本隊に合流し、兄を殺された復讐に燃える史天沢を中心として武仙を真定から追い払うことに成功した。この後、天祐は趙州に駐屯するようになった。
1226年（丙戌）、勢力を盛り返した武仙は再び真定に攻撃を仕掛け、史天沢は藁城に撤退し、忒末とその妻の石抹氏・家奴隷らで真定に居住していた者たちは今度こそ武仙の捕虜になってしまった。武仙は配下の劉攬児を使者として天祐の下に派遣し、天祐に「汝が趙州の官吏を殺して我に降れば、汝の父母の命をとらず、汝には元帥の称号を授けるであろう。もし降らなければ、汝の家族は尽く煮殺すであろう」と申し送った。しかし、忒末は密かに劉攬児に天祐への伝言を託しており、「賊の武仙が狡猾であることは汝も知っているだろう。わが身の安全を理由に敵の策に陥るな。モンゴルに忠節を尽くせ。（モンゴルへの）忠と（父母への）孝は両立させる事は難しいが、汝が忠義を固守し国家の大計を失わなければ我も甘んじて刀を受けよう」と伝えた。これを聞いた天祐は慟哭しつつも武仙からの書状を藁城の史天沢に報告し、武仙と戦うことを選んだため、怒った武仙の命により忒末の家族郎党18人は尽く殺されてしまった。天祐は欒城・元氏・高邑・柏郷などで武仙軍と元気千を繰り広げ、監軍の張林が裏切って武仙軍を引き入れようとした際には、自ら武器を執って全身に傷を負いながら敵軍を突破した。
1227年（丁亥）、遂に城を棄てて逃れた反乱軍を天祐は史天沢とともに挟撃し、天祐は張林を討ち取ることに成功した。これらの功績により奉国上将軍・洺州征行元帥・兼趙州安撫使とされたが、重傷を負った事を理由に天祐は引退し趙州に住まったが、間もなく亡くなった。その後、孫の耶律世枻が地位を継いで朝列大夫・江西榷茶都転運使となっている。